# Douglas Walker
Douglas Walker (ur. 28 lipca 1973 w Inverness) – szkocki lekkoatleta specjalizujący się w biegach sprinterskich, dwukrotny złoty medalista mistrzostw Europy w Budapeszcie (1998), w biegu na 200 metrów oraz w sztafecie 4 x 100 metrów.

## Sukcesy sportowe
- mistrz Wielkiej Brytanii w biegu na 200 m – 1997[1]
- dwukrotny mistrz Szkocji w biegu na 200 m – 1994, 1996[2]

| Rok  | Miasto    | Zawody             | Konkurencja                      | Wynik         |
| ---- | --------- | ------------------ | -------------------------------- | ------------- |
| 1997 | Ateny     | mistrzostwa świata | sztafeta 4 x 100 m               | brązowy medal |
| 1998 | Budapeszt | mistrzostwa Europy | bieg na 200 m sztafeta 4 x 100 m | złoty medal   |

## Rekordy życiowe
- bieg na 100 m – 10,31 – Barcelona 11/06/1997
- bieg na 200 m – 20,35 – Birmingham 26/07/1998
- bieg na 300 m – 31,56 – Gateshead 19/07/1998
- bieg na 400 m – 46,95 – 1996
- bieg na 200 m (hala) – 21,57 – Glasgow 21/01/2001